# Oulad Boughadi
Oulad Boughadi (franska: Oulad Boughadi (CR), Oulad Boughadi (Commune Rurale), arabiska: لعوينات) är en kommun i Marocko.   Den ligger i provinsen Khouribga och regionen Béni Mellal-Khénifra, i den norra delen av landet, 100 km söder om huvudstaden Rabat. Antalet invånare är 8 661.